# Manuela Happe
Manuela Happe (* 1956) ist eine ehemalige Terroristin der Rote Armee Fraktion (RAF). Im März 1986 wurde sie vom Oberlandesgericht Stuttgart wegen versuchten Mordes und Mitgliedschaft in einer terroristischen Vereinigung zu 15 Jahren Freiheitsstrafe verurteilt und 1995 entlassen.

## Leben
Sie wurde am 22. Juni 1984 in Deizisau (Landkreis Esslingen) festgenommen und zwei Jahre später zu 15 Jahren Haft wegen Mitgliedschaft in einer terroristischen Vereinigung und versuchten Mordes an Polizisten verurteilt. Unmittelbar vor ihrer Verhaftung war Happe dabei beobachtet worden, wie sie sich in einem Obstgarten in Deizisau versteckte. Als eine Polizeistreife sie kontrollieren wollte, eröffnete sie auf diese das Feuer, wurde aber überwältigt und verhaftet. Es wurde vermutet, dass sie auf den in Deizisau wohnenden Klaus Knospe, damals Richter am Oberlandesgericht Stuttgart im Prozess gegen die RAF-Mitglieder Christian Klar und Brigitte Mohnhaupt, einen Mordanschlag verüben wollte. Seit Juni 1984 war Manuela Happe im Hochsicherheitstrakt der Justizvollzugsanstalt Stuttgart  untergebracht, gemeinsam mit Eva Haule und Andrea Sievering. Happe und Haule wurden 1989 in Gefängnisse in anderen Bundesländern verlegt.
Angeblich wurden im März 1990 bei einer Zellenverlegung bei Manuela Happe unter der Schmutzwäsche 50 bis 60 dicht beschriebene, zusammengerollte Zettel als erste Hinweise auf ein illegales Informationssystem der inhaftierten RAF-Mitglieder gefunden. Um die sofortige Freilassung der seit 22 Jahren inhaftierten Irmgard Möller zu erzwingen, trat Manuela Happe vom 27. Juli bis zum 3. August 1994 gemeinsam mit Eva Haule, Rolf Heißler, Sieglinde Hofmann, Christian Klar, Hanna Krabbe, Christine Kuby, Brigitte Mohnhaupt, Helmut Pohl, Adelheid Schulz, Rolf Clemens Wagner und Birgit Hogefeld und Irmgard Möller selbst in einen Hungerstreik.
Im April 1995 erhielt Happe von der Bundesanwaltschaft „trotz nicht unerheblicher Bedenken eine günstige Sozialprognose“ und wurde am 25. April auf Bewährung aus der JVA Aichach, in der sie sich seit 1989 befand, entlassen.